# Laser X: operazione uomo

Laser X: operazione uomo (The Projected Man) è un film di fantascienza britannico del 1966, diretto da Ian Curteis.

## Trama
Il dottor Paul Steiner e il dottor Christopher Mitchell lavorano su un dispositivo laser di teletrasporto che consente loro di trasmettere qualsiasi materia entro poche miglia dalla macchina. Il dispositivo funziona con oggetti inanimati, mentre le creature viventi su cui lo usano sembrano morire sempre. La dottoressa Patricia Hill, chiamata in aiuto dall'amico Steiner, li aiuta a correggere l'errore. Nel frattempo, il dottor Blanchard, capo di Steiner e capo dell'istituto per cui lavora, viene ricattato dal signor Latham, che vuole il merito della scoperta di Steiner. Egli costringe Blanchard a chiedere a Steiner di fare una presentazione a sorpresa al professor Lembach.
Steiner, Mitchell e Hill si sentono pronti per la presentazione, ma durante l'evento Blanchard mette dell'acido sulla macchina quando nessuno se ne accorge, provocando un'esplosione. Il finanziamento per il progetto di Steiner termina immediatamente; tuttavia, Mitchell scopre che il dispositivo è stato manomesso. Steiner va a casa di Blanchard, dove Lembach e Latham stanno cenando. Presenta agli uomini la prova che la sua macchina è stata deliberatamente manomessa e Lembach gli permette di avere un'altra possibilità. Steiner decide di provare a proiettarsi a casa di Lembach e, con l'aiuto della sua segretaria Sheila, inizia la procedura. Tuttavia, proprio in quel momento, Mitchell e Hill tornano al laboratorio.
I due cercano di convincere Sheila a interrompere la proiezione, ma poiché non ha esperienza con il dispositivo, finisce invece per proiettare Steiner da qualche altra parte. Steiner riappare in un cantiere edile, nascondiglio di una banda di ladri che tenta di scassinare una banca. Si apprende che un errore nella proiezione ha dato a Steiner la capacità di uccidere le persone toccandole e ha mutilato metà del suo corpo. Steiner uccide i criminali e poi entra in un negozio, dove ruba un paio di guanti di gomma e un cappotto. Quindi irrompe nell'istituto, dove trova Latham e lo uccide. Distrugge anche l'alimentazione elettrica dell'edificio. Nel frattempo, l'ispettore Davis ha scoperto i corpi dei criminali ed è determinato a fermare Steiner.
Sheila viene rapita da Steiner, che la interroga nel suo appartamento. Ella rivela che Blanchard e Latham avevano complottato contro di lui, facendo arrabbiare Steiner. Prima di partire, Steiner dà fuoco all'appartamento di Sheila con lei all'interno (ignaro che la ragazza sopravviverà al tentativo) e va a nascondersi a casa di Blanchard. Quando Blanchard torna a casa, viene ucciso da Steiner. Nel frattempo, Davis ha esaminato il corpo di Latham e si rende conto che i segni elettrici lasciati su di lui sono gli stessi lasciati sui criminali. Steiner si presenta a casa di Hill, dove trova lei e Mitchell. Steiner chiede che gli dicano dove può trovare più elettricità, poiché dopo la proiezione ha bisogno di energia per sopravvivere. Hill e Mitchell cercano di convincerlo a tornare al laboratorio in modo che possano provare a invertire la proiezione, ma Steiner non li ascolta e si dirige verso una centrale elettrica.
Davis, Hill e Mitchell lo trovano mentre armeggia nella centrale elettrica. Davis cerca di ucciderlo, ma Steiner resiste ai proiettili, quindi Hill cerca nuovamente di convincerlo a tornare al laboratorio. Steiner alla fine si convince, va con loro, ma all'arrivo li inganna e inizia a distruggere oggetti. Con il laboratorio in fiamme e il dispositivo di proiezione completamente fuori controllo, Steiner viene colpito dal laser del dispositivo di proiezione, provocando la sua scomparsa, mentre il fuoco infuria.

## Produzione
Il produttore cinematografico britannico Alex Gordon conobbe una sceneggiatura non prodotta dallo scrittore hollywoodiano Frank Quattrocchi. La sceneggiatura di Quattrocchi era originariamente ambientata negli Stati Uniti: Gordon la inviò a suo fratello Richard, anche lui produttore cinematografico, che l'approvò, ma preferì farla riadattatare per ambientarla a Londra.
Ian Curteis fu assunto per dirigere il film; esso sarebbe stato il suo primo film cinematografico, poiché tutti i suoi lavori precedenti erano stati televisivi. Curteis è stato assunto su insistenza del produttore John Croydon, fiducioso che Curteis avrebbe svolto un ottimo lavoro. Egli accettò il lavoro nonostante le riserve su un contratto che prevedeva rigidamente quattro settimane di riprese e un budget inadeguato. Curteis ha incontrato diversi problemi durante la regia del film. A causa della sua mancanza di esperienza nel lungometraggio, del programma serrato del film e dei finanziamenti limitati, è stato rapidamente sopraffatto e così il film ha iniziato a sforare il budget e a trovarsi in ritardo rispetto al programma. I produttori esecutivi Tony Tenser e Michael Klinger hanno, quindi, minacciato di subentrare nella produzione, perché non volevano aumentare il budget. Dato che Croydon aveva assunto Curteis, divenne sua responsabilità licenziarlo e finire di dirigere il film. Richard Gordon ha commentato: "Penso che Curteis sia stato sollevato nell'andarsene, perché semplicemente non sapeva più cosa fare". Croydon non è stato accreditato per il suo lavoro di regia nel film; come ha detto Gordon, "si cerca di non pubblicizzare tali incidenti".
Il film è stato finanziato al 50% dalla Compton, la società gestita da Tony Tenser e Michael Klinger . 
Bryant Haliday è stato scelto per il ruolo principale del professor Steiner poiché Gordon era contrario a un attore britannico nel ruolo del protagonista e il budget non consentiva l'utilizzo di una star di Hollywood. Anche il fatto che Gordon lo conoscesse già, poiché lo aveva scelto per La maledizione di Simba e Il mostro e le vergini, è stato un ulteriore motivo per tale scelta. Haliday, un fan dei film horror, si è divertito a partecipare alla produzione. L'attrice teatrale britannica Mary Peach è stata scelta per il ruolo principale della dottoressa Patricia Hill. Norman Wooland, un attore caratterista britannico di origine tedesca, è stato scelto per il ruolo del Dr. Blanchard, il cattivo del film. Derek Farr interpreta l'ispettore Davis e Ronald Allen interpreta il ruolo del dottor Christopher Mitchell. Una scena del film mostra l'attrice Norma West sdraiata in topless sul tavolo dell'obitorio; questa scena è stata aggiunta per aiutare le vendite all'estero.

## Distribuzione
Laser X: operazione uomo è stato distribuito nel Regno Unito da Compton-Cameo Films Ltd nell'estate del 1966 con un certificato X, allora adatto a spettatori di età superiore ai 16 anni.
È stato distribuito negli Stati Uniti dagli Universal Studios, in doppia programmazione con S.O.S. i mostri uccidono ancora, girato contemporaneamente ad esso. L'idea è venuta a Richard Gordon quando dirigeva S.O.S. i mostri uccidono ancora per conto del dirigente responsabile degli Universal Studios, Hi Martin. Poiché gli effetti speciali di Laser X: operazione uomo non erano ancora finiti, Gordon mostrò a Martin S.O.S. i mostri uccidono ancora. Martin apprezzò il film e ottenne i diritti americani per una "ingente somma di denaro". Poiché Gordon non era entusiasta dell'idea che S.O.S. i mostri uccidono ancora venisse abbinato a uno dei lungometraggi della Universal, abbinamento che descrisse come "non vantaggioso per [la nostra società di produzione] finanziariamente", propose di aggiungere un secondo film, notando che Laser X: operazione uomo era in fase di completamento. Mostrò una copia incompiuta del film per vedere se Martin fosse interessato, lo fu abbastanza da accettare l'accordo. Quando il film venne proiettato nei cinema negli Stati Uniti, venne tagliato di tredici minuti rispetto alla versione britannica originale, perché la Universal riteneva che la scena di apertura, che raffigurava una prova per un esperimento che è replicato più avanti nel film, era "ripetitivo". Inoltre, non volevano un doppio spettacolo con una durata superiore a tre ore e non volevano modificare S.O.S. i mostri uccidono ancora quindi Laser X: operazione uomo è stato tagliato per fornire una durata esatta di tre ore.

### Edizioni home video
Nel 2006, The Projected Man è stato distribuito in DVD da Cinema Club . 

## Accoglienza
Il film ha ricevuto recensioni contrastanti. Diverse fonti sono state critiche a causa della somiglianza del film con altri film di fantascienza, con L'esperimento del dottor K. e Delitto in quarta dimensione scelti sia dalla critica che dagli spettatori come possibili ispirazioni, sebbene il produttore esecutivo del film, Richard Gordon, lo abbia negato.
Una recensione sulla rivista Variety ha elogiato il film, scrivendo che la sceneggiatura "è un mosaico compilato da altri film, ma i pezzi stanno insieme abbastanza bene". Tuttavia, Variety ha criticato la trama, affermando che "l'origine e le motivazioni del protagonista non sono mai state completamente spiegate". La rivista ha scritto che le interpretazioni nel film sono state "generalmente buone" e che "i personaggi non cadono preda dei soliti cliché". 
Scrivendo per Ottawa Citizen, Gordon Stoneham, recensendo il doppio spettacolo, ha definito Laser X: operaione uomo "roba terribile", affermando che il film è "scritto male, recitato in modo legnoso e ricco di cliché dell'orrore". Tuttavia, ha scritto che "è breve e pertinente" e che "sebbene segua un percorso non originale, di tanto in tanto si presenta con qualche colorazione cinematografica accattivante che attira l'attenzione". Confrontando i due film, ha affermato che Laser X:operazione uomo era "il migliore".
Una recensione di TV Guide ha scritto che "i personaggi sono rappresentati meglio del solito in film di questo tipo, evitando che gli attori diventino semplici stereotipi" e che "la sottile direzione artistica e gli effetti speciali di prima qualità conferiscono a questa immagine una forte presenza visiva". La recensione ha valutato il film con due stelle su quattro. 
Il recensore del British Kinematograph Weekly ha definito il cast "competente" e ha osservato che, sebbene "la trama [era] vecchia almeno quanto H. G. Wells", c'è qualcosa nel film che avrebbe sfidato il "ragazzo cinico di oggi".
Molte recensioni sono state critiche nei confronti della somiglianza del film con La mosca. La rivista britannica Time Out lo ha sottolineato,  così come TV Guide.  Il pubblico ha anche notato che era simile al film di fantascienza del 1959 Delitto in quarta dimensione. In un'intervista del 2000 con Video Watchdog, Richard Gordon ha dichiarato "non siamo stati realmente influenzati da La mosca" e ha scritto nel libro del 2006 Interviews with B Science Fiction and Horror Movie Makers che "Laser X: operazione uomo ha una somiglianza molto forte con La mosca, ma ci è arrivato come sceneggiatura finita e sembrava essere un film perfettamente logico da realizzare."

## Mystery Science Theater 3000
A Laser X: operazione uomo è stato dedicato il primo episodio della nona stagione di Mystery Science Theater 3000. L'episodio ha debuttato il 14 marzo 1998 su Sci-Fi Channel. Lo scrittore di MST3K Paul Chaplin affermò che Haliday possedeva "una spaventosa mancanza di presenza sullo schermo".
Lo scrittore di Paste Jim Vogel ha classificato l'episodio come n. 147 (su 191 episodi MST3K totali). Vogel lo definisce "stupido film horror di fantascienza britannico" e dice: "Le scene si concentrano fortemente sugi caratteristici personaggi britannici altezzosi, frivoli e bevi brandy, e sono di qualità variabile". L'episodio non è stato inserito nella lista dei cento migliori episodi votati dai sostenitori di Kickstarter della stagione 11 di MST3K.
La versione MST3K di Laser X: operazione uomo è stata inclusa come parte della raccolta di DVD Mystery Science Theatre 3000, Volume XXX, pubblicata da Shout! Factory il 29 luglio 2014. Gli altri episodi nel set di quattro dischi includono Lo scorpione nero (episodio n. 113), Ritorno a Gor (episodio n. 519) e Il morso del pipistrello (episodio n. 1010). Il disco Projected Man includeva anche la featurette Shock to the System: Creation the Projected Man.